# Staffan Forsman
Staffan Forsman, född 21 april 1946, är en svensk art director.
Forsman inledde karriären på Reklamgruppen i Göteborg. Under 1970-talet arbetade Forsman på Arbmans, Stendahls, Hellströms annonsbyrå, Ervaco från 1976 och Gumaelius.
Därefter grundade han Collin & Forsman tillsammans med Lars Collin. Collin & Forsman splittrades 1985 och Forsman började istället på Claeson & Company. Med sig till Claeson tog han Mikko Timonen och där arbetade även Sven-Olof Bodenfors och Ulrika Hagberg.
År 1986 lämnade Forsman, Timonen, Bodenfors och Hagberg Claeson & Company. Tillsammans med Jonas Enghage från Grey grundade de byrån Forsman & Bodenfors. Forsman & Bodenfors var en okänd Göteborgsbyrå under de första åren, men började därefter uppmärksammas nationellt, öppnade kontor i Stockholm och fick stora kunder som Volvo och Ikea.
År 1998 fick Forsman reklambranschens hederspris Platinaägget. År 2011 fick han och Bodenfors Stora Annonsörpriset. Forsman har vunnit flera guldägg för år 1975 för Tor Line, 1989 för Frödige Ostkaka, 1995 och 1996 för Arla, 1996, 1997, 1999 och 2001 för Göteborgs-Posten, 2000, 2001 och 2003 för Frälsningsarmén.